# 757 هـ
757 هـ هي سنة في التقويم الهجري امتدت مقابلةً في التقويم الميلادي بين سنتي 1356 و1356.

## مواليد
- أبو فارس موسى المريني
- ابن فهد الحلي
- علي بن هلال الجزائري
- قاسم أنوار

## وفيات
- أحمد بن عمر المدلجي